# EL 17
La EL 17 est une locomotive électrique norvégienne construite pour les trains express de la compagnie NSB. Les 12 locomotives construites entrèrent en service en deux fournées, la première en 1981, l'autre en 1987. Elles furent construites par la Norsk Elektrisk & Brown Boveri et numérotées de 17 2221 à 17 2232.

## Caractéristiques
La EL 17 n'a jamais été un véritable succès pour la NSB. La première fournée d'engins a été suivie de nombreux problèmes, rendant la locomotive peu sûre, et pour un temps, les trains étaient tirés par deux machines pour être sûr que l'une des deux reste disponible si l'autre tombe en panne. Les engins ont également prouvé qu'ils étaient trop faibles pour tirer des trains lourds sur les pentes de la ligne Bergensbanen, et c'est la raison pour laquelle les locomotives El 16 ont été réquisitionnées pour ces tâches. La retraite des El 17 a commencé en 1996 avec l'arrivée des EL 18.
Quelques El 17 sont encore utilisées en tant que machines de manœuvre à Oslo. Les six El 17 de la seconde fournée sont utilisées aujourd'hui sur la ligne Flåmsbana avec une locomotive en queue de chaque train.